# Dendrobium cuspidatum
Dendrobium cuspidatum är en orkidéart som beskrevs av John Lindley. Dendrobium cuspidatum ingår i släktet Dendrobium, och familjen orkidéer. Inga underarter finns listade i Catalogue of Life.